# Dödsträd

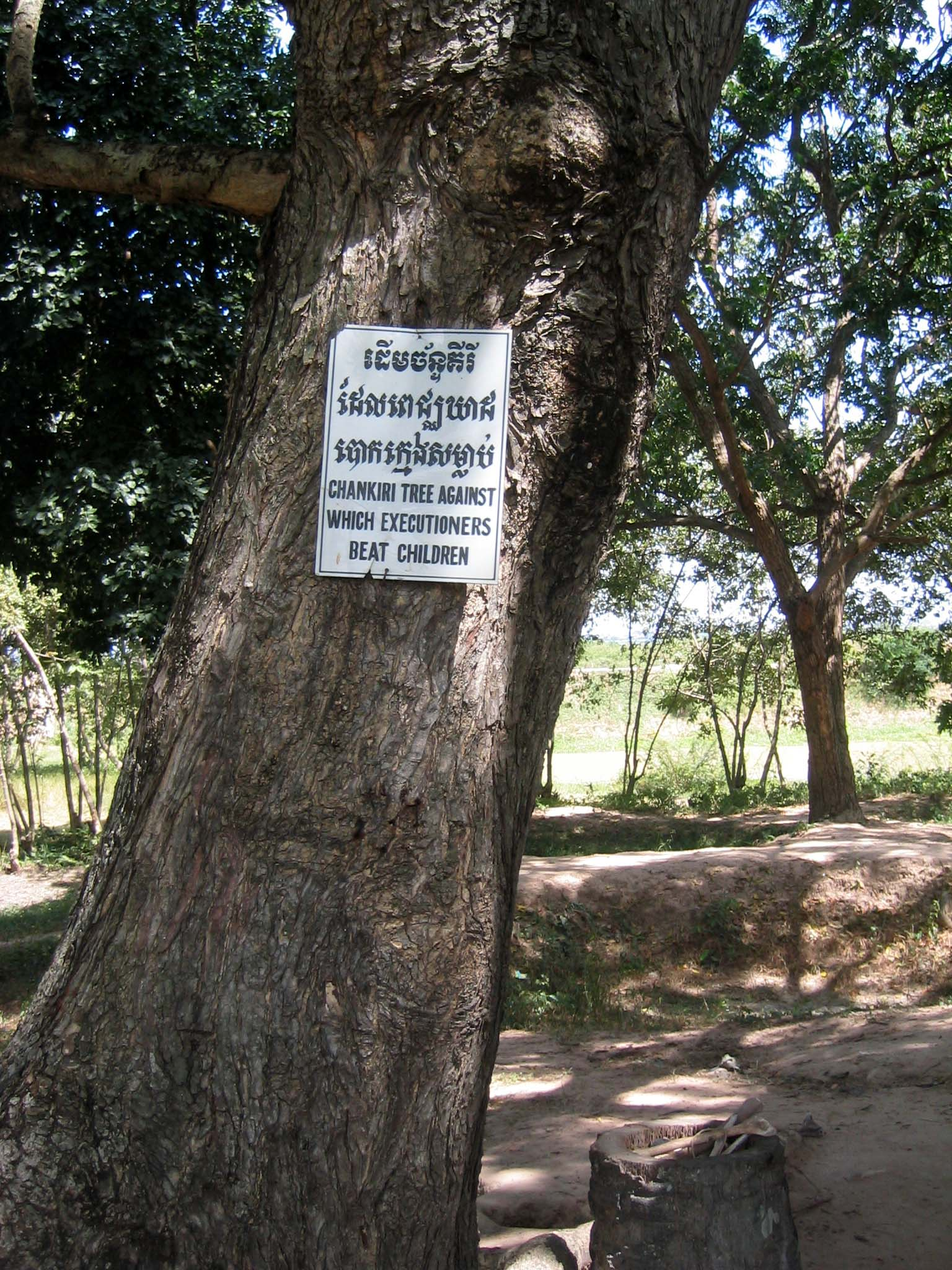
Ett dödsträd i Kambodja.

Ett dödsträd (Chankiriträd eller Killing Tree) var träd i Kambodjas dödsfält som barn och spädbarn krossades emot på grund av att deras föräldrar anklagats för brott mot Röda khmererna. Ett motiv var att på så sätt undvika att barnen, om de fick leva, annars skulle växa upp och söka hämnd för deras föräldrars död.